# El condensador de fluzo
El condensador de fluzo és un programa de televisió d'Espanya emès per la cadena pública La 2 de TVE, amb presentació del periodista i escriptor Juan Gómez Jurado. Es va estrenar el 7 de gener de 2021.

## Format
Es tracta d'un programa de tall divulgatiu, en el qual es realitza un repàs a la Història universal des d'una perspectiva poc habitual, analitzant detalls de la vida quotidiana de diferents etapes històriques i amb elements crítics i humorístics. Cada programa gira entorn d'un concepte o fenomen històric, en el qual s'aprofundeix des de diferents perspectives.

## Títol
Fa referència a la incorrecta traducció al castellà que el 1985 es va fer de l'expressió Flux Capacitor Condensador de flux, objecte fictici que permet els viatges en el temps en la pel·lícula de Robert Zemeckis Retorn al futur.

## Equip
El programa compta amb un equip d'assessorament i coordinació de continguts compost pels membres del col·lectiu de divulgació històrica Ad absurdum i guionistes com Pepón Fuentes, Carlos Langa i Mar Abad. Durant la primera temporada va ser presentat pel novel·lista Juan Gómez-Jurado i a partir de la segona temporada per Raquel Martos. A més, compta amb col·laboradors especialistes, historiadors, historiadors de l'art, arqueòlegs i divulgadors, entre els quals es troben Ignacio Martín Lerma, Margarita Sánchez-Romero, Carmen Guillén, Javier Traité, María Jesús Cava, Laia San José, Néstor F. Marquès, Miguel Ángel Cajigal i Sara Rubayo "La Gata Verde".
Compte també amb la col·laboració dels còmics Javier Cansado i Miguel Iríbar.

## Llista de programes

### 1a temporada (2021)
| Data       | Número | Títol                                                             | Share | Núm. d'espectadors |
| ---------- | ------ | ----------------------------------------------------------------- | ----- | ------------------ |
| 07/01/2021 | 1      | ¡No me lo creo! o las primeras veces                              | 3'2%  | 575.000            |
| 14/01/2021 | 2      | Grandes crímenes                                                  | 2'3%  | 411.000            |
| 21/01/2021 | 3      | Nos hacemos un risk o las principales conquistas                  | 2'2%  | 396.000            |
| 28/01/2021 | 4      | ¡Oigo voces! o las locuras en la Historia                         | 2'4%  | 434.000            |
| 04/02/2021 | 5      | ¡Adelante! O aquellas revoluciones                                | 2'2%  | 406.000            |
| 11/02/2021 | 6      | ¡Mariposas en el estómago! O grandes historias de amor            | 2'6%  | 491.000            |
| 18/02/2021 | 7      | Seven o Los pecados capitales                                     | 2'0%  | 370.000            |
| 25/02/2021 | 8      | ¡Tierra a la vista! O descubrimientos alucinantes                 | 2'4%  | 433.000            |
| 04/03/2021 | 9      | ¡Volando voy, volando vengo! O la movilidad en el ser humano      | 2'3%  | 418.000            |
| 11/03/2021 | 10     | ¡Más de la mitad del mundo! o El papel de la mujer en la historia | 2'8%  | 498.000            |
| 18/03/2021 | 11     | Sociedades al borde de un ataque de nervios o grandes desastres   | 3'4%  | 607.000            |
| 25/03/2021 | 12     | ¡No tienes corazón! O los villanos en la historia                 | 2'7%  | 489.000            |
| 01/04/2021 | 13     | ¡Se acabó! o las últimas veces                                    | 3'9%  | 627.000            |